# Centennial Summer
Centennial Summer (br.: Noites de verão / pt.:A tia de Paris) é um filme estadunidense de 1946 dos gêneros "Musical" e "Romance" dirigido por Otto Preminger. Roteiro de Michael Kanin baseado na novela de Albert E. Idell. Foi produzido pela 20th Century Fox em resposta ao grande sucesso do musical da MGM, Meet Me in St. Louis

## Elenco
- Jeanne Crain...Julia Rogers
- Cornel Wilde...Philippe Lascalles
- Linda Darnell...Edith Rogers
- William Eythe...Ben Phelps
- Walter Brennan...Jesse Rogers
- Constance Bennett...Zenia Lascalles
- Dorothy Gish...Senhora Rogers

## Sinopse
Em 1876, a família Rogers mora na Filadélfia e está animada com as festividades e eventos por ocasião do centenário da Independência Americana (e que inclui a visita do Imperador do Brasil, conforme citado em uma cena). Os irmãos Lascalles chegam à cidade e Philippe vai trabalhar na exposição, ficando responsável pelo pavilhão que homenageará a França e ali pretende retratar Paris, que é onde mora. Ele recebe a ajuda de Julia, a filha mais nova dos Rogers e que se apaixona por ele. Edith, a irmã mais velha, apesar de quase noiva do obstetra Ben, resolve disputar Philippe com Julia. A senhora Rogers fica com ciúmes de Zenia, irmã de Philippe, quando ela tenta ajudar Jesse a mostrar seu invento (um painel com relógios que mostram horários de diferentes fusos horários de várias cidades) ao presidente da ferrovia na qual ele trabalha.

## Indicações a prêmios
O filme foi indicado ao Oscar de "Melhor Canção Original" (All Through the Day, composta por Jerome Kern e Oscar Hammerstein II. A indicação a Kern foi póstuma pois ele faleceu em 11 de novembro de 1945).